# Volo Aeroflot 1969
Il volo Aeroflot 1969 era un volo passeggeri operato da un Antonov An-10 che si schiantò durante l'avvicinamento a Luhans'k il 31 marzo 1971, provocando la morte di tutte le 65 persone a bordo. Un'indagine rivelò che l'ala destra dell'Antonov cedette strutturalmente durante l'avvicinamento all'aeroporto Internazionale di Luhans'k. È il terzo peggior incidente nella storia di un aereo di questo tipo.

## L'aereo
L'Antonov An-10 coinvolto aveva numero di serie 8400701, marche CCCP-11145 ed era di proprietà di Aeroflot. La produzione fu completata il 31 dicembre 1958; al momento dell'incidente, aveva accumulato un totale di 14 337 ore di volo in 9 081 cicli di decollo e atterraggio.

## L'incidente
Il volo 1969 era un volo interno di linea da Samara a Luhans'k. Alle 11:13 ora locale, l'An-10 partì dall'aeroporto internazionale di Kurumoč e raggiunse un'altitudine di crociera di 26 000 piedi (7 900 m). Dopo aver superato un waypoint sopra Rostov, l'equipaggio fu incaricato dal controllo del traffico aereo (ATC) di scendere a un'altitudine di 19 000 piedi (5 800 m). Poco dopo, l'equipaggio ricevette un rapporto sulle condizioni meteorologiche all'aeroporto di destinazione: nubi con una base di 600 metri, visibilità 10 km, vento 50 gradi a otto metri al secondo con raffiche fino a 12 metri al secondo.
Alle 12:58:46, l'equipaggio riportò un'altitudine di 4 000 piedi (1 200 m) e gli venne dato il permesso di continuare la discesa fino a 2 000 piedi (610 m). L'ultima trasmissione dell'equipaggio avvenne alle 12:58:50 quando riferirono che stavano continuando a scendere. Prima che l'An-10 raggiungesse i 600 metri, circa 13 metri quadrati dell'ala destra, compreso un alettone, si separarono dal resto dell'aereo recidendo alcune linee idrauliche. Parte della sezione di ala staccata colpì lo stabilizzatore orizzontale destro, danneggiandone la struttura, strappandone una parte, e il suo equilibratore. L'aereo imbardò immediatamente a destra ed entrò in una ripida virata anche a destra. Alle 12:59:30, l'aereo colpì il suolo con un'inclinazione di 60 gradi verso il basso, assetto a destra di 50 gradi, provocando la morte di tutte le 65 persone a bordo.

## Le indagini
Gli investigatori scoprirono che una saldatura rivettata dell'ala destra si era separata in volo a causa di carichi eccessivi. Gli investigatori si concentrarono su due scenari che avrebbero potuto portare all'incidente. Il primo era che l'ala si era fratturata a causa della sovrapressurizzazione. Fu teorizzato che se l'uscita di sfiato del sistema antighiaccio dell'aria fosse stata bloccata dall'accumulo di ghiaccio, una pressione eccessiva avrebbe potuto causare la rottura della rivettatura. I test statici con uscite parzialmente e completamente bloccate mostrarono che l'accumulo di pressione era trascurabile, principalmente a causa del design del sistema con numerosi altri percorsi per la fuoriuscita dell'aria. La seconda ipotesi si basava sulla debolezza del giunto a causa di un difetto e/o crepe da fatica vicino alla cucitura rivettata. Vennero eseguiti test di strutture simili in condizioni di laboratorio ma non fu riscontrato alcun indebolimento del pannello alare. Gli investigatori non riuscirono a trovare la causa principale del cedimento del pannello alare e una causa ufficiale dell'incidente non è mai stata stabilita.